# Patinação de velocidade nos Jogos Mundiais de 2009
As competições de patinação de velocidade sobre rodas nos Jogos Mundiais de 2009 ocorreram entre 17 e 19 de julho no Rinque Yangming. Dez eventos foram disputados.

## Quadro de medalhas
| Ordem | País          | Medalha de ouro | Medalha de prata | Medalha de bronze |    |
| ----- | ------------- | --------------- | ---------------- | ----------------- | -- |
| 1     | Taipé Chinesa | 4               | 3                | 1                 | 8  |
| 2     | Colômbia      | 3               | 4                | 3                 | 10 |
| 3     | Coreia do Sul | 2               | 1                | 2                 | 5  |
| 4     | França        | 1               | 2                |                   | 3  |
| 5     | Nova Zelândia |                 |                  | 2                 | 2  |
| 6     | Itália        |                 |                  | 1                 | 1  |
| 6     | Venezuela     |                 |                  | 1                 | 1  |
| TOTAL | TOTAL         | 10              | 10               | 10                | 30 |

## Medalhistas
| Evento                                 | Ouro                     | Prata                    | Bronze                   |
| 300m masculino (detalhes)              | TPE Lo Wei-lin           | COL Andres Felipe Munoz  | COL Pedro Armando Causil |
| 300m feminino (detalhes)               | TPE Huang Yu-ting        | TPE Hsu Chiao-jen        | KOR Lim Jin Seon         |
| 1000m masculino (detalhes)             | COL Pedro Armando Causil | FRA Alexis Contin        | ITA Claudio Naselli      |
| 1000m feminino (detalhes)              | TPE Huang Yu-ting        | TPE Hsu Chiao-jen        | NZL Nicole Begg          |
| 10000m por pontos masculino (detalhes) | FRA Yann Guyader         | COL Nelson Garzon        | VEN Daniel Alvarez       |
| 10000m por pontos feminino (detalhes)  | KOR Hyo Sook Woo         | COL Martha Lucia Ramirez | NZL Nicole Begg          |
| 15000m masculino (detalhes)            | COL Jorge Luis Cifuentes | FRA Yann Guyader         | COL Andres Felipe Munoz  |
| 15000m feminino (detalhes)             | KOR Hyo Sook Woo         | COL Martha Lucia Ramirez | TPE Pan Yi-chin          |
| Velocidade 500m masculino (detalhes)   | COL Andres Felipe Munoz  | TPE Lo Wei-lin           | KOR Lee Myung Kyu        |
| Velocidade 500m feminino (detalhes)    | TPE Huang Yu-ting        | KOR Lim Jin Seon         | COL Yersi Puello         |